# Журман, Дмитрий Александрович
Дмитрий Александрович Журман (род. 12 марта 1997 года) — российский пловец в ластах, заслуженный мастер спорта России.

## Карьера
Дмитрий занялся спортом в группе здоровья в 9 лет. Тренируется у Александра Шумкова.
Став чемпионом мира в 2013 году, он был лишь кандидатом в мастера спорта. Неоднократный призёр международных и национальных турниров. Обладатель нескольких мировых рекордов среди юношей.
В 2015 году на чемпионате мира в Китае, взял индивидуальную бронзу на 400-метровке.
На чемпионате мира 2016 года дважды первенствовал в эстафетах и был вторым в индивидуальных заплывах на 200 метров.
Завоевал три золотые награды на Всемирных играх.
На чемпионате мира 2018 года дважды первенствовал в эстафетах, победил на дистанции 200 м и был вторым на дистанции 100 метров.